# Fuculosa
La fuculosa (también denominada 6-desoxi-tagatosa) es un desoxiazúcar derivado de la tagatosa, de tipo cetohexosa.